# Sigma d'Orió
Sigma d'Orió (σ Orionis) és un sistema estel·lar séxtuple en la constel·lació d'Orió. La seva magnitud aparent conjunta és +3,66. Representa el pinacle d'un cúmul —anomenat Cúmul de Sigma d'Orió— situat a uns 1150 anys llum del Sistema Solar, que al seu torn forma part de l'associació estel·lar OB1 d'Orió.
La component dominant del sistema és un estel triple, Sigma d'Orió Aa, Ab i B. Sigma d'Orió Aa i Ab són dos estels de gran massa girant un al voltant de l'altre amb un període orbital de només 143 dies. Sigma d'Orió AaAb i Sigma d'Orió B, de magnituds +4,2 i +5,1, estan separades 0,25 segons d'arc. Ambdós són estels blaus de la seqüència principal; el més lluent és de tipus espectral O9.5 i 32.000 K de temperatura, mentre que el seu company és de tipus B0.5 i 29.600 K. És un dels binaris visuals de major massa, amb 18 masses solars l'estel més calent i 13,5 masses solars el seu company. Separat de Sigma d'Orió AaAb per unes 100 ua, el període orbital de Sigma d'Orió B és de 157 anys.
Els següents estels quant a lluentor són Sigma d'Orió D i Sigma d'Orió E. Els dos són estels de tipus B2V amb una massa de 7 masses solars. La lluentor d'ambdós és molt semblant —magnituds +6,62 i +6,65—, però Sigma d'Orió I es distingeix per ser un estel ric en heli. En la seva superfície, l'heli sembla estar concentrat en taques concretes que impliquen una combinació de l'eix de rotació i de l'eix del camp magnètic estel·lar.
El sisè estel, Sigma d'Orió C, és un estel blanc de la seqüència principal de tipus A2V. D'acord amb la seva separació projectada —3.900 ua— és la més propera al parell AB. Sigma d'Orió D i Sigma d'Orió E es troben, respectivament, a 4.600 ua i 15.000 ua de la binària AB.